# Tour della nazionale maschile di rugby a 15 delle Figi 1998
Nel 1998, la nazionale di rugby XV delle Figi si reca due volte in tour: in Nuova Zelanda e in Gran Bretagna. Ecco i risultati:

## In Nuova Zelanda
| Taranaki 6 agosto 1998 | Taranaki | 26 – 22 | Figi XV |  |

| Whangarei 9 agosto 1998 | Northland | 44 – 30 | Figi XV |  |

## Nelle Isole Britanniche
| Penwith 8 novembre 1998 | Penzance & Newlin | 5 – 53 | Figi XV |  |

| Oxford 12 novembre 1998 | Università di Oxford | 8 – 46 | Figi XV |  |

| Cambridge 17 novembre 1998 | Università di Cambridge | 13 – 39 | Figi XV |  |

| Bristol 19 novembre 1998 | Bristol XV | 28 – 58 | Figi XV |  |

| Glasgow 24 novembre 1998 | Glasgow Caledonians | 22 – 41 | Figi XV |  |

| Edimburgo 27 novembre 1998 | Edinburgh Reivers | 27 – 30 | Figi XV |  |

| Leeds 1º dicembre 1998 | Leeds Tykes | 27 – 10 | Figi XV |  |

| Leicester 2 dicembre 1998 | Leicester Tigers | 16 – 22 | Figi XV |  |